# Vrbičany (Kladnói járás)
Vrbičany település Csehországban, a Kladnói járásban. Vrbičany Páleč, Peruc, Klobuky és Vraný településekkel határos. Lakosainak száma 209 fő (2024. január 1.).

## Népesség
A település lakosságának változását az alábbi diagram mutatja:
| Lakosok száma | 306  | 398  | 403  | 393  | 232  | 174  | 227  | 226  | 205  | 209  |
|               | 1869 | 1890 | 1921 | 1950 | 1980 | 2001 | 2017 | 2019 | 2022 | 2024 |